# Barrett-Verfahren
Das Barrett-Verfahren ist ein Algorithmus zur effizienten Division großer Zahlen. Als Eingabe sind ganze Zahlen der Länge {\displaystyle m} und {\displaystyle n} mit {\displaystyle n\leq m\leq 2n} erlaubt. Der Algorithmus funktioniert in jedem  Zahlensystem; auf dem Rechner empfiehlt sich eine Zweierpotenz wie {\displaystyle 2^{32}} oder {\displaystyle 2^{64}} als Grundzahl.
Zurückgeliefert wird außer dem  Quotienten auch der  Rest.
Das Barrett-Verfahren lohnt sich erst ab ca. 1,5 Millionen Dezimalstellen; darunter ist das  Burnikel-Ziegler-Verfahren  schneller. Bei genügend vielen Divisionen durch die gleiche Zahl ist das Barrett-Verfahren allerdings im Vorteil, da der Reziprokwert wiederverwendet werden kann.

## Beschreibung
Die Division zweier Zahlen {\displaystyle a} und {\displaystyle b} mit dem Barrett-Algorithmus läuft in drei Schritten ab. Im ersten Schritt wird mittels des Newton-Verfahrens eine Näherung von {\displaystyle {\tfrac {2^{m}}{b}}} berechnet ({\displaystyle m} ist die Länge von {\displaystyle a}), wobei nur Multiplikationen, Additionen und Subtraktionen benötigt werden.
Im zweiten Schritt wird der Näherungswert mit {\displaystyle a} multipliziert, wodurch man eine Näherung von {\displaystyle {\tfrac {2^{m}\cdot a}{b}}} erhält. Schließlich wird aus der Näherung der genaue Wert berechnet, wobei {\displaystyle O(1)} Schritte genügen.

## Erweiterung auf beliebige ganze Zahlen
Erfüllen die Ausgangswerte {\displaystyle a} und {\displaystyle b} die Bedingung {\displaystyle n\leq m\leq 2n} nicht (d. h. ist {\displaystyle a} mehr als doppelt so lang wie {\displaystyle b}), so teilt man {\displaystyle a} in Abschnitte der Länge {\displaystyle \leq n} auf und behandelt jeden Abschnitt als eine Ziffer. Man dividiert dann die Zahl {\displaystyle a} nach der Schulmethode durch {\displaystyle b}, wobei die einzelnen „Ziffern“ mit dem Barrett-Verfahren dividiert werden. Dies lässt sich effizient durchführen, weil man den (binär verschobenen) Reziprokwert {\displaystyle {\tfrac {2^{m}}{b}}} nur einmal berechnen muss und der Divisor {\displaystyle b} nur eine „Ziffer“ (der Länge {\displaystyle n}) hat.

## Verwendung
Der Barrett-Algorithmus kommt in  GMP zum Einsatz.